# Грушко, Павел Моисеевич
Па́вел Моисе́евич Грушко́ (род. 15 августа 1931, Одесса) — российский поэт, драматург, переводчик прозы и поэзии (преимущественно с испанского и английского языков), эссеист.

## Биография
Отец Моисей Иосифович Грушко (1895—1991). Мать Грушко (в девичестве Левенштейн) Хиня Яковлевна (1904—1978). Сёстры-близнецы Агнесса (1939) и Янина (1939—2008).Через месяц после рождения сына в Одессе мать вернулась с ним в Москву. Довоенное детство до 1941 года прошло в Москве на Елоховке. Во время войны, по возвращении из короткой эвакуации на Урал, в связи с произвольным лишением московской прописки, семья переместилась в подмосковный г. Пушкино, где он в 1949 г. окончил школу. Проработав два года в районной газете, поступил на испанское отделение переводческого факультета 1-го Московского государственного педагогического института иностранных языков (МГПИИЯ), который окончил в 1955 г. В первом браке с Инной Романюк родился сын Дмитрий (1955). В браке с Марией Кореневой родился сын Кирилл (1977).
С 2000-х годов преимущественно живёт в Бостоне, США.

## Творчество
Член Союза писателей СССР (1965).
Один из основателей и вице-президентов (сектор поэзии) Ассоциации испанистов России. Был руководителем творческого семинара в Литературном институте имени М. Горького (1990—1995).
Международный член жюри по жанру поэзии на Кубе (1967) и дважды в Панаме (2002, 2012).
Автор арт-концепции «Trans/Формы» (теория и практика художественного перевода как метод перевоплощения в разных жанрах искусства).

### Поэзия
Автор стихотворных сборников «Заброшенный сад» (1999), «Обнять кролика» (2003), «Между Я и Явью» (2007) и «Свобода слов» (2011). По мнению Евгения Солоновича «Павел Грушко — это бренд. Для тех, кто привык воспринимать его как переводчика испанских и латиноамериканских поэтов, в разное время становилось сюрпризом его обращение к поэзии Англии и США, к драматургии, к испаноязычной прозе. Казённое словосочетание „поэт-переводчик“ не вязалось бы с его именем, даже если бы он не был автором нескольких поэтических книг и если бы его самого не переводили в Испании, Перу, Мексике, на Кубе. Не вязалось бы, потому что Павел Грушко — поэт».
Его стихи в переводе на испанский опубликованы отдельными сборниками в Испании, Перу и Мексике. По мнению мексиканского писателя Гильермо Самперио: «Павел Грушко разделил неизбежную участь истинных художников: он не только глубоко постигает окружающее, но испытывает боль от явлений мира. Мы понимаем это, читая выбранные наудачу стихи Павла, где находим, прикасаясь к его ранам, свидетельства его скорбных изумлений».
К так называемому «переизбранному» относит голодную поэму «Горбушка на асфальте» и поэму удушья «Зелёное и Чёрное»; циклы «Мне нравятся артисты джаза», «Открытие Нового цвета», «Простая пестрота», «Светлослов», «Блокнот однострочий».
Слоганы П.Грушко о поэзии: «Разумный звук, застенчивая блажь», «Перо — не штык», «На устах эти звуки ничьи», «У верлибра собственная гордость», «Правильно спетая мысль не много требует слов».
Награждён Золотой медалью Альберико Сала (по жанру поэзии) на литературном конкурсе в Италии (Безана-Брианца, 1994).
Некоторые стихи Грушко написаны по-испански (в частности, ему принадлежат испанские песни в советском кинофильме «Всадник без головы»).
В марте 2017 года Павел Грушко как поэт и переводчик принимал участие в программе нью-йоркских «Русских сезонов в музее Николая Рериха».
Его стихи переведены на английский, итальянский, португальский, эстонский и армянский языки.

### Драматургия
Стихотворные пьесы Грушко опубликованы в его антологии «Театр в стихах» (Изд. АСТ, 2008). Широкой известностью пользуются его стихотворная пьеса-либретто «Звезда и Смерть Хоакина Мурьеты» по мотивам кантаты Пабло Неруды (премьера в театре «Ленком» в 1976 г.; полнометражный фильм Вл. Грамматикова, студия им. Горького, 1982) и «Было или не было…» (1977) по роману М. Булгакова «Мастер и Маргарита» (премьера в Томском театре куклы и актёра «Скоморох», 1987; опера Александра Градского, 2009 г.). По мнению Натальи Старосельской: «Обратившись к пьесам Грушко, театры будут просто вынуждены припомнить, что язык наш, который И. С. Тургенев назвал „великим и могучим“ отнюдь не под влиянием минуты, состоит из слов, каждое из которых — самоценно, когда оно поэтически осмыслено и пережито». Павел Грушко относит свои пьесы к жанру «стиходействия», объясняя, что «сами тексты дают повод к действию на сцене, провоцируют его, в свою очередь органично сливаясь с ним». Слоганы о театре в стихах: «Стихи на сцене должны быть незаметны», «Бойся музыки: у тебя — своя».

### Переводы
Переводил широкий круг испаноязычных авторов, начиная с поэтов эпохи барокко до поэтов XX века, не только испанских, но и латиноамериканских, а также поэтов Англии и США, Португалии, Бразилии и Филиппин. Переводил также со славянских языков. Мнение Константина Симонова о переводах Грушко из Неруды: «Мне кажется, многое в нём я понял после того, как появились стихи Неруды в переводах Павла Грушко, который дал почувствовать то в его лирике, чего не смогли передать другие переводчики». Слоганы о переводе: «Спасение на переправе», «Быть, отсутствуя», «Обман во спасение», «Каждый перевод посильный», «Облачение теней».
В 2015 году ему была вручена премия «Мастер» Гильдии «Мастера литературного перевода» за лучший перевод 2015 года.
В 2016 году Павел Грушко награждён специальным дипломом в номинации «Поэзия года» общероссийской литературной премии «Книга года» за авторскую антологию «Облачения теней: поэты Испании. Переводы с испанского и каталанского».

### Эссеистика
- Важней всего всё делать хорошо… (предисловие к антологии Элисео Диего «Книга удивлений». М. 1983).
- Зеркала памяти (предисловие к сборнику рассказов Элисео Диего. М. 1983).
- Свобода писания (доклад, прочитанный на испанском языке на симпозиуме «Свобода писания». Летняя школа в Сеговии, Испания, 1998).
- Перевод: «развоплощение материала формой» (статья в журнале-альманахе «Столпотворение». М., № 3, 1998).
- Перевод как духовное посредничество (сообщение на I Международном литературном Конгрессе в Валенсии. Июнь 1999).
- Хосе Хименес Лосано — один во всех (предисловие к антологии рассказов «Испанская опись», М., 2000).
- С утраченным одиночеством… (послесловие к антологии Пабло Неруды «Сумасбродяжие». М. 2010).

Ряд статей по теории и практике художественного перевода собраны в антологии «Облачение теней: Поэты Испании». М.: Центр книги Рудомино, 2015.